# Кішкерень (Ботошань)
Кішкерень, Кішкерені (рум. Chișcăreni) — село у повіті Ботошані в Румунії. Адміністративно підпорядковане місту Севень.
Село розташоване на відстані 395 км на північ від Бухареста, 26 км на північний схід від Ботошань, 106 км на північний захід від Ясс.

## Населення
За даними перепису населення 2002 року у селі проживали 572 особи. Усі жителі села рідною мовою назвали румунську.
Національний склад населення села:
| Національність | Кількість осіб | Відсоток |
| -------------- | -------------- | -------- |
| румуни         | 527            | 92,1%    |
| цигани         | 45             | 7,9%     |